# Kompania graniczna KOP „Prozoroki”
Kompania graniczna KOP „Prozoroki” – pododdział graniczny Korpusu Ochrony Pogranicza pełniący służbę ochronną na granicy polsko-radzieckiej.

## Geneza
Do czasu zakończenia wojny polsko-bolszewickiej, czyli do jesieni 1920, wschodnią granicę państwa polskiego wyznaczała linia frontu. Dopiero zarządzeniem z 6 listopada 1920 utworzono Kordon Graniczny Ministerstwa Spraw Wojskowych. W połowie stycznia 1921 zmodyfikowano formę ochrony granicy i rozpoczęto organizowanie Kordonu Granicznego Naczelnego Dowództwa WP. Obsadzony on miał być przez żandarmerię polową i oddziały wojskowe. Latem 1921 ochronę granicy wschodniej postanowiło powierzyć Batalionom Celnym. W Prozorokach rozmieszczono dowództwo i pododdziały sztabowe 33 batalionu celnego. 
W drugiej połowie 1922 przeprowadzono kolejną reorganizację organów strzegących granicy wschodniej. 1 września 1922 bataliony celne przemianowano na bataliony Straży Granicznej. W rejonie odpowiedzialności przyszłej kompanii granicznej KOP „Prozoroki” służbę graniczną pełniły pododdziały 33 batalionu Straży Granicznej. 
Już w następnym zlikwidowano Straż Graniczną, a z dniem 1 lipca 1923 pełnienie służby granicznej na wschodnich rubieżach powierzono Policji Państwowej. 
W sierpniu 1924 podjęto uchwałę o powołaniu Korpusu Ochrony Pogranicza – formacji zorganizowanej na wzór wojskowy, a będącej w etacie Ministerstwa Spraw Wewnętrznych.

## Formowanie i zmiany organizacyjne
Na podstawie rozkazu szefa Sztabu Generalnego L. dz. 12044/O.de B./24 z 27 września 1924, w pierwszym etapie organizacji Korpusu Ochrony Pogranicza sformowano 5 batalion graniczny , a w jego składzie kompanię graniczną KOP „Prozoroki”. W listopadzie 1936 kompania liczyła 2 oficerów, 9 podoficerów, 5 nadterminowych i 98 żołnierzy służby zasadniczej.
W 1930 2 kompania graniczna KOP „Polewacze” podlegała już dowódcy 7 batalionu KOP „Podświle” . W 1931 kompanię przeniesiono powtórnie do Prozororek .
W 1939 2 kompania graniczna KOP „Prozoroki” podlegała dowódcy batalionu KOP „Podświle”.

## Służba graniczna
Podstawową jednostką taktyczną Korpusu Ochrony Pogranicza przeznaczoną do pełnienia służby ochronnej był batalion graniczny. Odcinek batalionu dzielił się na pododcinki kompanii, a te z kolei na pododcinki strażnic, które były „zasadniczymi jednostkami pełniącymi służbę ochronną”, w sile półplutonu. Służba ochronna pełniona była systemem zmiennym, polegającym na stałym patrolowaniu strefy nadgranicznej i tyłowej, wystawianiu posterunków alarmowych, obserwacyjnych i kontrolnych stałych, patrolowaniu i organizowaniu zasadzek w miejscach rozpoznanych jako niebezpieczne, kontrolowaniu dokumentów i zatrzymywaniu osób podejrzanych, a także utrzymywaniu ścisłej łączności między oddziałami i władzami administracyjnymi. Miejscowość, w którym stacjonowała kompania graniczna, posiadała status garnizonu Korpusu Ochrony Pogranicza.
2 kompania graniczna „Prozorki” w 1934 ochraniała odcinek granicy państwowej szerokości 23 kilometrów 977 metrów. Po stronie sowieckiej granicę ochraniał zastawa „Girsy” z komendantury „Orzechowno” .
Wydarzenia:
- W meldunku sytuacyjnym z 17 stycznia 1925 napisano:

W nocy 16 stycznia 1925 po stronie sowieckiej usłyszano strały karabinowe i wybuch granatu. Przyczyna nieznana.
16 stycznia 1925 na granicy zatrzymano Leona Pawłowicza-Zeldowicza, który przekroczył ją na tym odcinku. Został przekazany do dowództwa batalionu.
Własny wywiad sygnalizuje, że strona sowiecka przygotowuje się z pomocą band do napadów na nasze terytorium w rejonie Równeńskim na folwarki Breczki i Niewierów oraz w rejonie Ostroga na Paszuki, Mogilany, Rozważ i Bryków, a w rejonie Krzemieńca na Ludwiszcze. Napady mają się odbyć podczas bezksiężycowych nocy
- W meldunku sytuacyjnym z 29 stycznia 1925 napisano: Podczas przekraczania granicy zatrzymany został mieszkaniec sowieckiej wsi Luckowicze Wasyl Szoroko[18].

Sąsiednie kompanie graniczne:
- 2 kompania graniczna KOP „Ćwiecino” ⇔ 3 kompania graniczna KOP „Dziwniki” – 1928[19], 1929[20], 1931[16] , 1932[21], 1934[22], 1938[23]

## Walki w 1939
17 września 1939 odcinek 2 kompanii kpt. Antoniego Przybylskiego został zaatakowany przez jednostki 5 Dywizji Strzeleckiej płk. Kuźmy Galickiego i pododdziały 22 Wietrińskiej  komendantury pogranicznej NKWD. Sowieci zniszczyli wszystkie strażnice i zlikwidowali większą część ich załóg. Z załogi strażnicy „Parczewszczyzna” ocalał tylko jeden żołnierz, przy zdobywaniu strażnicy „Zahacie” poległo dwóch Polaków, jeden został ranny, ponadto 11 żołnierzy i policjant dostało się do niewoli. Jedynie załoga strażnicy „Stelmachowo Wielkie” nie dała się zaskoczyć i po oddaniu kilku strzałów wycofała się bez strat, docierając do dowództwa kompanii w Prozorkach.

## Struktura organizacyjna
Strażnice kompanii w latach 1928 – 1929
- strażnica KOP „Porczewszczyzna”[b]
- strażnica KOP „Łozy”
- (10)[18] strażnica KOP „Stacja Zachacie”[c]
- strażnica KOP „Folwark Zachacie”
- strażnica KOP „Stelmachowo Małe”[d]
- strażnica KOP „Stelmachowo Duże”[e]

Strażnice kompanii w latach 1931 – 1934 
- strażnica KOP „Parczyńszczyzna”[f]
- strażnica KOP „Łozy”[g]
- strażnica KOP „Stacja Zahacze”[h]
- strażnica KOP „Stelmachowo Duże”[i]
- strażnica KOP „Cielesze”[j]

Strażnice kompanii w 1938
- strażnica KOP „Parczyńszczyzna”
- strażnica KOP „Zahacie”
- strażnica KOP „Stelmachowo Wielkie”

Organizacja kompanii 17 września 1939:
- dowództwo kompanii
- pluton odwodowy
- 1 strażnica KOP „Parczewszczyzna”
- 2 strażnica KOP „Zahacie”
- 3 strażnica KOP „Stelmachowo Wielkie”

## Dowódcy kompanii
- kpt. Julian Drumer (był 30 IX 1928 − 10 X 1929) → zawieszony w czynnościach służbowych[28]
- kpt. Tadeusz Borawski (10 X 1929 − 1 VII 1930) → przeniesiony do 52 pp [29]
- wz. por. Włodzimierz Pasiecznicki (31 III 1930 − 11 VI 1930)[30]
- kpt. Stanisław Wyrobiec (11 VI 1930 − 5 VII 1933) → komendant PW powiatu Nieśwież[31]
- kpt. Kazimierz III Wiśniewski (5 VII 1933 − 30 III 1934) → adiutant batalionu[32]
- por. Władysław Chwalny (30 III 1934 − 1 IV 1934)[33]
- kpt. Lucjan Gawroński (18 V 1934 − )[34]
- kpt. Jan Pacak (1936 − XII 1938)[35]
- kpt. Józef Minkina (28 II 1939 − )[k]
- kpt. Antoni Przybylski[24] (1939)